# Палестинська пісня

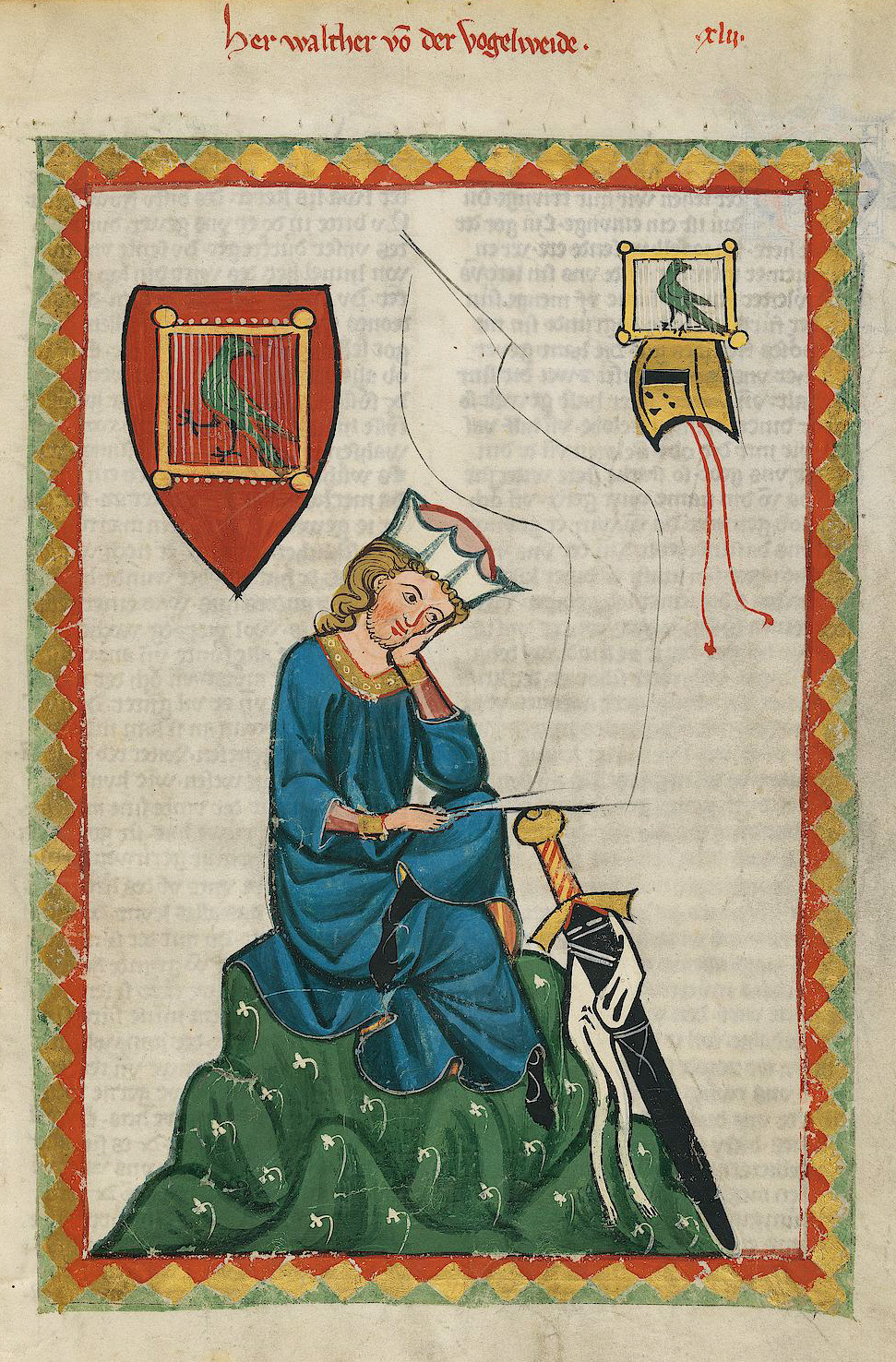
Портрет Вальтера фон дер Фоґельвайда з Манесського кодексу

Palästinalied (укр. Палестинська пісня) — пісня, написана на початку XIII століття Вальтером фон дер Фоґельвайдом, найвідомішим ліричним поетом середньовічної Німеччини. Це одна з небагатьох пісень Вальтера, мелодія якої збереглась. Palästinalied був написаний під час П’ятого хрестового походу (1217–1221 рр.).
Тема пісні — Євангеліє, розказане від імені паломника, який крокує до Святої Землі. Пісня стосується самих хрестових походів, стверджуючи, що, враховуючи твердження християн, євреїв та мусульман про Святу Землю, християнське твердження є лише одне.